# Sarn Helen

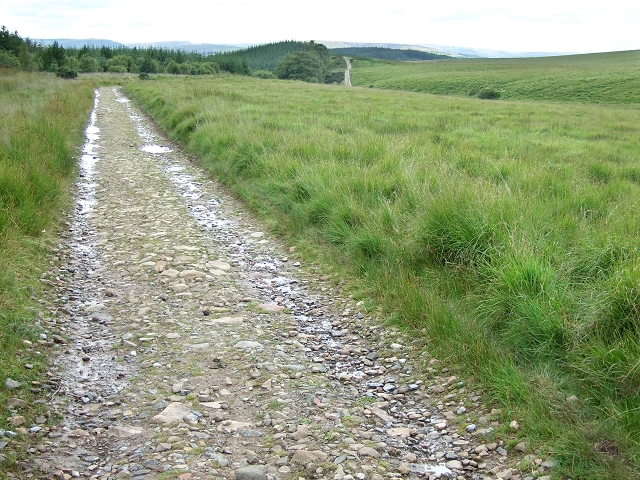
Vista de la calçada a Coed i Rhaiadr, prop de Glynneath, entre Brecon i Swansea.

Sarn Helen és una calçada romana de 260 km, construïda a la província romana de Britànnia a Gal·les que connecta Gal·les del Nord amb Carmarthen, al sud-oest del país. Podria correspondre, en part, o íntegrament, a la Via Occidentalis, que recorria el país sencer de nord a sud.
Entre els possibles orígens del nom de la calçada (sarn és calçada en gal·lès), es pensa que podria provenir d'Elena de Caernarfon, una santa d'origen cèltic del segle IV que va ser esposa de l'emperador de la pars occidentalis (Britànnia i Gàl·lia) de l'Imperi Romà, Magne Màxim, nascut a la província romana de Gal·lècia, i qui, segons la llegenda, havia demanat al seu futur marit la construcció de tres castra a Segontium (Caernarfon), Caerleon i Carmarthen amb calçades connectant-les.
Un altre possible origen del nom podria ser Sarn Lleon o sarn i Lleng, el terme en gaèlic per referir a la «calçada de la legió».